# عادل إبراهيم (ممثل هندي)
عادل إبراهيم هو ممثل هندي، ولد في 6 فبراير 1988 في الإمارات العربية المتحدة.

## وصلات خارجية
- عادل إبراهيم على موقع IMDb (الإنجليزية)